# فرانچسکو پترارک
فرانچسکو پترارک (Francesco Petrarca) (زادهٔ ۲۰ ژوئیه ۱۳۰۴ – درگذشته ۱۹ ژوئیه ۱۳۷۴) اندیشمند، تاریخ‌نگار، نویسنده، شاعر، انسان‌شناس و انسان‌گرای ایتالیایی است و به عنوان اولین شاعر مدرن و از متقدمان انسان‌گرایی شناخته می‌شود. شاعران انگلیسی زبانی مانند جفری چاوسر، ویلیام شکسپیر و ادموند اسپنسر از سونت‌های زیبای او تأثیر زیادی گرفته‌اند.
دانش وسیع او از نویسندگان کلاسیک و احیای دوبارهٔ زبان لاتین باعث شده او را به عنوان اولین و بزرگ‌ترین انسان‌شناس یاد کنند. وی همچنین نقش مهمی در پیشرفت زبان ایتالیایی به عنوان یک زبان ادبی داشت.

## زندگی
فرانچسکو پترارک در ۲۰ ژوئیهٔ ۱۳۰۴ میلادی در آرتزو ایتالیا دیده به جهان گشود تا هشت سالگی در توسکانی زندگی کرد، سپس به آوینون فرانسه نقل مکان کرد. پدرش مشاور حقوقی بود که در ۱۳۰۲میلادی از فلورانس تبعید شده و به آرتزو آمده بود. پترارک از ۱۳۵۳ میلادی تا پایان زندگی در ایتالیا و در دولت‌شهرهای میلان، پادوا، ونیز و آرکوا زندگی کرد، وی در آن سال‌ها ایده ایجاد ایتالیای متحد و وارث امپراتوری رم را گسترش داد. این ادیب ایتالیایی تحصیلات خود را در رشته حقوق در بولونیا آغاز کرد اما این رشته را ادامه نداد و همه وقت را به نویسندگی و شاعری صرف کرد. وی در نثر و نظم استاد بود و باعث اعتبار زبان لاتین شد به همین دلیل سنای رم به او لقب ملک‌الشعرا داد. در حقیقت پترارک یکی از مشهورترین شاعران و نویسندگان اواخر سده چهاردهم است که به زبان لاتین و ایتالیایی آثار مهمی تألیف کرده است.
یکی از مشهورترین کارهای وی جمع‌آوری شعرهای ایتالیایی بود که به نام کتاب ترانه منتشر شد و با نام غزلیات پترارک به انگلیسی ترجمه شده است. مجموعه مراسلات وی که به لحاظ جزئیات تاریخی و اجتماعی مهم هستند، نیز به زبان لاتین است. یکی دیگر از آثار وی عصر ظلمت در اروپا به‌شمار می‌رود. این شاعر نامدار در ۱۳۴۱میلادی نشان افتخار شاعران ایتالیا را دریافت کرد. آثار پترارک در ۳۵سالگی او را به شهرت رساند و در سراسر اروپا از احترام و ستایش بزرگان ادب برخوردار شد. این آثار به لاتین و ایتالیایی به رشته تحریر درآمد.
پترارک به عنوان نخستین شاعر مدرن و از متقدمان اومانیسم شناخته می‌شود به گونه ای که از او به عنوان پدر اومانیسم یاد می‌کنند. همچنین بسیاری از شاعران و غزل‌پردازان تاریخ ادبیات جهان که امروزه نام آن‌ها بر سر زبان‌ها افتاده است از او درس شاعری آموخته‌اند و از غزل‌ها و ترانه‌های او بسیار الهام گرفته‌اند، برای نمونه شاعران برجسته ای مانند جفری چاوسر، ویلیام شکسپیر و ادموند اسپنسر از سون‌نت‌های زیبای او یعنی غزل‌های او تأثیر زیادی گرفته‌اند. از نظر شعر، پترارک قالب غنایی و سنتی شعر را تکمیل کرده است. سوژه‌های پترارک در اروپا مورد پسند مردم قرار گرفت و بعدها در انگلیس رواج یافت. وی قدرتی بلامنازع در فرهنگ و ادب عصر خود به‌شمار آمده و به نحو قاطعی در تعیین راه ذوق و سلیقه زندگی معنوی دوره رنسانس نفوذ داشته است. پترارکیسم تمایل شاعرانه ای در پیروی از اشعار پترارک است که ابتدا در ایتالیا سپس در اروپا تا سده شانزده رواج یافته است. این امر نشان از تأثیر بسیار بالای پترارک بر تاریخ ادبیات جهان به ویژه اروپا دارد.
وی همچنین نقش مهمی در پیشرفت زبان ایتالیایی به عنوان یک زبان ادبی داشت در واقع دانش وسیع او از نویسندگان کلاسیک و احیای دوباره زبان لاتین باعث شده از او به عنوان نخستین و بزرگ‌ترین انسان‌شناس نام ببرند. او علاوه بر ادبیات به تحقیقات نیز بسیار علاقمند بود و تحقیقات گسترده‌ای در حوزه انسان‌شناسی، تاریخ و جامعه‌شناسی انجام داده است.

## آثار
پترارک به فرهنگ و ادب کهن یونان و روم علاقه بسیاری داشت، بنابراین در آثار لاتینی به نویسندگان و شاعران عهد باستان نزدیک می‌شود. از آثار پترارک به زبان لاتین، زندگی در انزوا را می‌توان نام برد که نوشتن آن تا ۱۰ سال ادامه یافت. این اثر شامل ستایشی است از زندگی در عالم انزوا که به بشر امکان می‌دهد تا توان معنوی و اخلاقی خود را تکمیل کند. شاعر، زندگی در انزوا را در برابر زندگی پر مشغله و پر اضطراب قرار می‌دهد که به سبب جاه طلبی و هوای نفس پیوسته دچار آشفتگی است. زندگی در تنهایی انسان را به تفکرات مذهبی که بیشتر جنبه فلسفی دارد، همچنین به لذت بردن از طبیعت وامی‌دارد، وی در این اثر همه جا از شخصیت‌های بزرگ یونان و روم باستان نام می‌برد.
همچنین این شاعر تأثیرگذار توانست با خلق آثار گرانبهایی علاوه بر دوره و زمانه خود بر بسیاری از دیگر نویسندگان و شاعران در طول تاریخ تأثیر بگذارد. در واقع پترارک به تنهایی معنای ماندگاری ادبیات در طول تاریخ را معنا کرده است. از آثار منثور پترارک، نامه‌ها است که شامل نامه‌هایی با عنوان‌های مختلف و از همه مهم‌تر نامه‌های خانوادگی و خصوصی پترارک است که در ۲۴ جلد به رشته تحریر درآمده است. این نامه‌ها مدارک بسیار پرارزشی در تاریخ فرهنگ اروپا به‌شمار می‌آید. پترارک از نظر تبحر در علوم ادبی و پیروی از زبان و ادبیات باستانی یونان و روم پیشوای نهضتی فرهنگی است که سراسر جهان را فرا گرفته است. ادبیات و زندگی، از نظر پترارک در زمینه بشر دوستی با یکدیگر تلفیق می‌یابد. پترارک اثر مهمی به نام مردان نامی را که به تاریخ روم و بزرگ‌ترین شخصیت‌های رومی اختصاص دارد و کامل‌ترین آنها، شرح زندگی ژول سزار را در ۱۳۲۰میلادی به رشته تحریر درآورد. این کتاب با آنکه ناتمام مانده است، از اهمیت بسیار برخوردار است.
از دیگر آثار وی منظومه آفریقا بود که به زبان لاتینی در ۹ جلد نوشته شد و این اثر منظومه ای حماسی دربارهٔ جنگ‌های کارتاژ و وصف پیروزی تمدن روم بر توحش کارتاژی‌ها و اثبات عظمت روم بود. اثر معروف دیگر این شاعر سرشناس ایتالیایی اسرار محسوب می‌شود که در واقع نوعی اعتراف است که از بحران و شکنجه‌های درون شاعر حکایت می‌کند.
دیوان پیروزی به زبان ایتالیایی در خصوص خاطرات عشق لایورا است. پترارک در این دیوان از پیروزی ۶ ماهیت سخن گفته و در ابتدا به عشق اشاره کرده است در این بخش شاعر از عاشقان نامدار نام می‌برد و آن‌ها را مورد ستایش قرار می‌دهد و داستان عشق و عاشقی آنان را برای مردم به تصویر می‌کشد و عشق را مفهومی مقدس و زیبا جلوه می‌دهد. دومین بخش و دومین پیروزی از آن پاکدامنی است که با عظمتش بر عشق پیروز می‌شود. سوم، مرگی که برهمه پیروز می‌شود. چهارم، شهرت که بر مرگ غلبه می‌کند. پنجم، زمان که بر شهرت پیروز می‌شود. ششم، الوهیت را که بر همه چیز پیروز است، مورد اشاره قرار می‌دهد. این ۶ مرحله در واقع از دیدگاه پترارک، فلسفه زندگی و نگرش او را تشکیل می‌دهند که به زیباترین شکل ممکن و با استادی تمام به رشته تحریر درآمده است. پترارک در این پیروزی‌ها مراحل تدریجی تعالی روح بشر را که به الوهیت می‌انجامد، نشان می‌دهد. از آثار مهم دیگر پترارک قطعه شعرهای روستایی است که به زبان لاتینی میان سال‌های ۱۳۴۵ و ۱۳۴۷ میلادی ساخته شد. این دیوان شامل ۱۲ قطعه است که شاعر در کلامی استعاری و کنایی قسمت‌هایی از زندگی معنوی و روحی و مباحثه‌ها و مناظره‌های خود را دربارهٔ مسایل گوناگون مذهبی منعکس می‌سازد.
بررسی آثار پترارک نشان می‌دهد که وی انسانی سراسر ذوق و استعداد بوده و به تمامی اصول و مفاهیمی که بر روی کاغذ نوشته بود، تسلط کامل داشته است. وی تمامی تلاش خود را در شکوفا سازی جریان‌های ادبی به ویژه در شعر به کار گرفت و در نهایت نیز موفق به آن شد که مکتبی در شعر و شاعری برای خود ایجاد کند که بسیاری از شاعران و نویسندگان دنیا از کتاب‌های او به عنوان منبع الهام خود بهره بگیرند.

### سفر به بولونیا و سپس آوینیون
پس از مرگ پدرش در ۱۳۲۶، پترارک که در بولونیا، حقوق می‌خواند. سپس به آوینون فرانسه بازگشت و تا سال ۱۳۳۰ در خدمت کلیسا بود. در این دوران و در روز جمعهٔ عید پاک سال ۱۳۲۷ بود که برای اولین بار دختری فرانسوی با نام لورا را دید و در همان اولین نگاه عاشقش شد؛ به طوری که نامش در ترانه‌های پترارک جاودانه شده است. البته هنوز کسی نمی‌داند که لورا در زمانی که پترارک او را دید زنی شوهر دار بوده یا مادری جوان.
در آن زمان سرودن شعر سرگرمی همگانی بود و گلایهٔ پترارک از این بود که نه تنها حقوق دانان و علمای الهی بلکه پیشخدمت خود او نیز قافیه پردازی می‌کرد. او گاهی با کنایه می‌گفت که ترس من از این است که «روزی چهارپایان نیز نعره‌های شعرگونه سردهند.»
در طول مدتی که در خدمت کلیسا یا خانوادهٔ ویسکونتی بود، علاوه بر ایتالیا مسافرت‌های زیادی به فرانسه، آلمان و دیگر کشورها کرد. سال ۱۳۵۰ در فلورانس جووانی بوکاچیو را دید. آن‌ها قبلاً با هم به صورت مکاتبه‌ای ارتباط داشتند.
از سال ۱۳۵۳ تا پایان عمرش در سال ۱۳۷۴را، پترارک در ایتالیا و در دولت‌شهرهای میلان، پادووا، ونیز و آرکوا به سر برد. احتمالاً در همین سفرها بود که ایدهٔ ایجاد ایتالیای متحد و وارث امپراتوری رم را گسترش داد.

### ملک الشعرایی
وی در طول زندگی بسیار مورد احترام بود به‌طوری که در سال ۱۳۴۱ سنای روم به او لقب ملک الشعرا را داد.
وی در ۱۸ یا ۱۹ ژوئیه سال ۱۳۷۴ در آرکوای ایتالیا در گذشت.

## آثار
پترارک در نثر و نظم استاد بود و باعث اعتبار زبان لاتین شد. او با زحمت زیاد آثار نویسندگان و اندیشمندان قدیم از جمله سیسرون و تیتوس لیویوس (از پیدایش روم) را جمع‌آوری کرد.
شروع عصر رنسانس در اواخر قرن چهاردهم، موجب توسعه اقتصادی، سیاسی و پیشرفت فرهنگی زیادی در ایتالیا شد و از این زمان بود که کتاب‌های صرف و نحو ایتالیایی تألیف شد و در کنار ترقی زبان ایتالیایی، از رونق زبان لاتین کاسته شد. فرانچسکو پترارکا معروف به پترارک یکی از مشهورترین شاعران و نویسندگان این دوره است که به زبان لاتین و ایتالیایی آثار مهمی تألیف کرده است.
یکی از مشهورترین کارهای وی جمع‌آوری اشعار ایتالیایی بود که به نام «کتاب ترانه» منتشر شد و با نام غزلیات پترارک به انگلیسی ترجمه شده است.
از نوشته‌های لاتین او می‌توان به «آفریقا» شعری حماسی در وصف حال اسکیپیوی آفریقایی، فاتح رومی - و دربارهٔ مردان مشهور (De Viris Illustribus) شامل مجموعه‌ای از زندگی‌نامه‌ها، اشاره نمود. همچنین مجموعه مراسلات وی که به لحاظ جزئیات تاریخی و اجتماعی مهم هستند، نیز به زبان لاتین است.
تعبیر «عصر ظلمت در اروپا» (Dark Ages) از پترارک است که به دوره زمانی پایان امپراتوری رم در ۴۷۶ میلادی تا قرون ۹ و ۱۰ میلادی اشاره دارد (یعنی ابتدای دوره ای که قرون وسطی نامیده می شود.)
از پترارک علاوه بر تألیفات تاریخی و مجموعه آثار دیگران با حاشیه‌نویسی، یک مجموعه شعر مرکب از ۳۶۶ قطعه عمدتاً غزل باقی‌مانده است. وی همانند شاعر معاصر ایرانی خود، حافظ شیرازی، بانویی خیالی را وصف کرده است، و سالها بعد این زن خیالی پترارک «لورا» نام داشت که قسمتی از اشعار او مربوط به دوران زنده بودن این زن خیالی حقیقی و قسمتی دیگر پس از مرگ اوست که در این قسمت کوشیده است مردم را از دلبستگی به مال و مقام دنیوی دور سازد. سروده‌هایی دربارهٔ زندگی و مرگ بانو لورا، از جمله مشهورترین آثار وی به ایتالیایی است. این غزل‌ها و قصیده‌ها، تقریباً همگی الهام‌گرفته از احساسات شدید پترارک نسبت لورا هستند. عشق فراوان پترارک به لورا در مجموعه اشعار ایتالیایی وی با نام «موفقیت» نیز مشهود است.